# 止嗽散
止嗽散是一个以疏風止咳为主要功用的方劑，出自清程國彭所著之《醫學心悟》。

## 组成
桔梗炒、荊芥、紫菀蒸、百部蒸、白前蒸，各二斤、甘草炒，十二兩、陳皮去白，一斤

## 用法
共為末，每服三錢，開水調下，食後，臨臥服，初感風寒，生薑湯調下。

## 功用
宣肺疏風止咳

## 方解
《醫學心悟·卷三》：“蓋肺體屬金，畏火者也，過熱則咳；金性剛燥，惡冷者也，過寒亦咳。且肺》為嬌髒，攻擊之劑既不任受，而外主皮毛，最易受邪，不行表散則邪氣留連而不解。經日：微寒微咳，寒之感也，若小寇然，啟門逐之即去矣。醫者不審，妄用清涼酸澀之劑，未免閉門留寇，寇欲出而無門，必至穿逾而走，則咳而見紅。肺有二竅，一在鼻，一在喉，鼻竅貴開而不閉，喉竅宜閉而不開。今鼻竅不通，則喉竅將啟，能無慮乎？本方溫潤和平，不寒不熱，既無攻擊過當之虞，大有啟門驅賊之勢，是以客邪易散，肺氣安寧，宜其投之有效欽？”

## 应用
主治風邪犯肺证，症见咳嗽咽癢、咯痰不爽，或微有惡風發熱，舌苔薄白，脈浮緩。

## 外部連結
- 止嗽散 中藥方劑圖像數據庫 (香港浸會大學中醫藥學院) （中文）（英文）